# Nacionalni park Galičica
Nacionalni park Galičica (makedonski: Национален Парк Галичица (Nacionalen Park Galičica)) nalazi se na planini Galičica, na dijelu planine koji pripada Sjevernoj Makedoniji, između dva najveća makedonska jezera: Ohridskog i Prespanskog.
Park obuhvaća 227 četvornih kilometara.
Tu živi na tisuće biljnih vrsta, od kojih su mnoge endemske.

## Ostali makedonski nacionalni parkovi
- Nacionalni park Mavrovo
- Nacionalni park Pelister

## Vanjske poveznice
- Službene stranice Nacionalnog parka Galičica